# Markulf (Heiliger)

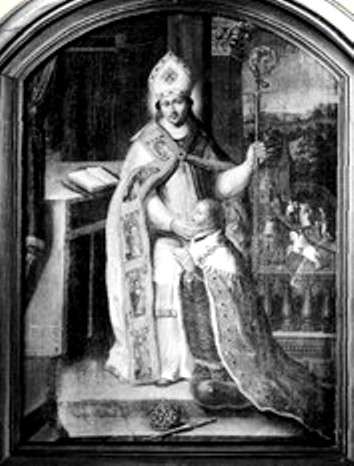
Der hl. Markulf überträgt seine Heilkraft auf den neugekrönten König von Frankreich; Barockgemälde in der Kirche Saint-Georges in Grez-Doiceau

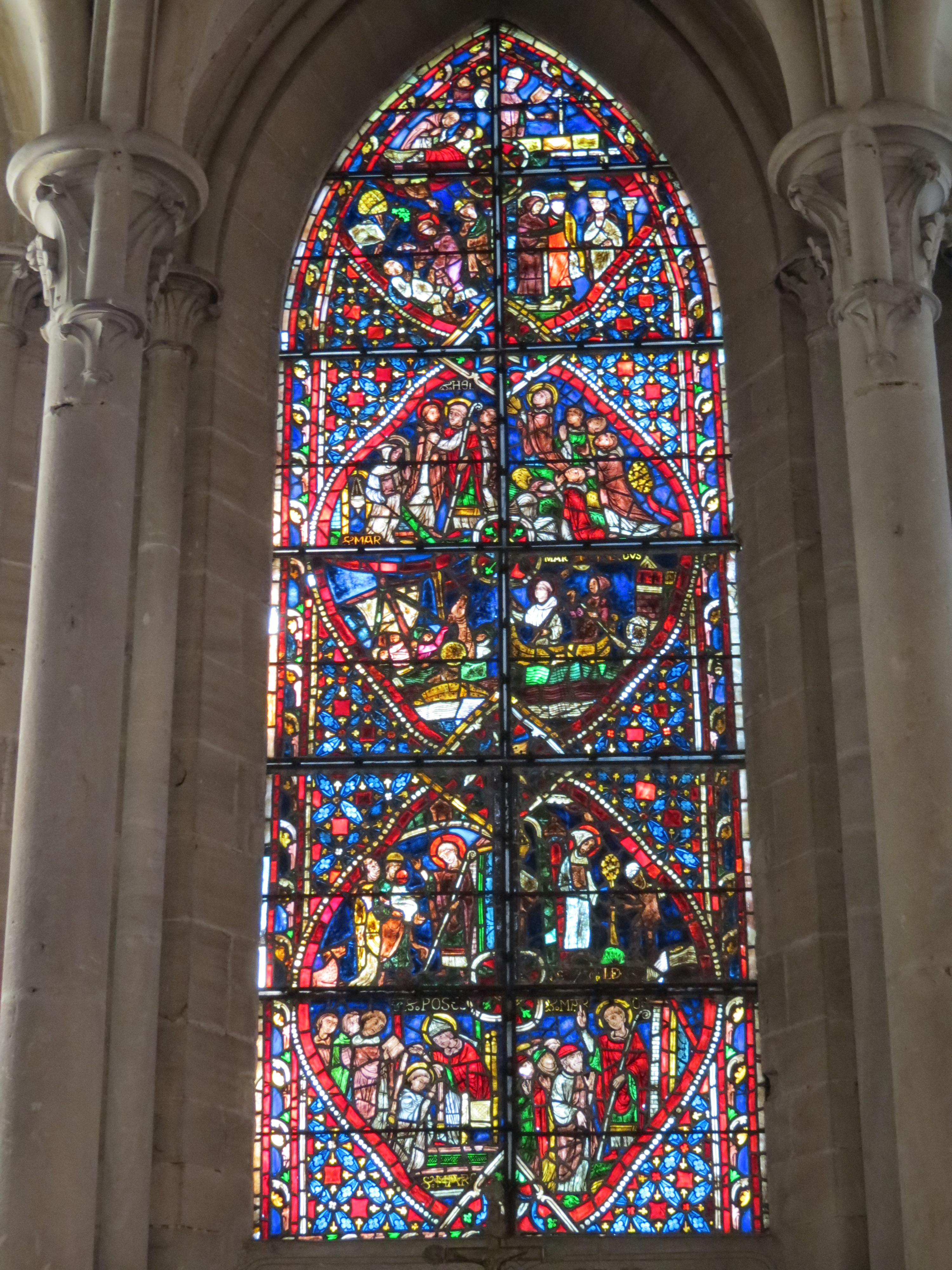
Markulf-Fenster von 1230 in der Kathedrale von Coutances

Markulf, französisch Marculphe, Marcouf, Marcoult u. a. (* 490 in Bayeux; † 558 in Saint-Marcouf), war ein fränkischer Einsiedler, dann Gründer und erster Abt der Abtei Nantus in der Normandie (heute Saint-Marcouf-de-l’Isle) und Missionar des Cotentin. Als Heiliger und Schutzpatron gegen Skrofulose erlangte er im Spätmittelalter nationale Bedeutung durch seine Einbeziehung in die sakrale Weihe der französischen Könige.

## Leben und Legende
Markulf empfing von Bischof Possessor von Coutances die Priesterweihe. Seine Missionsreisen sollen ihn, mit großen Erfolgen, über die Halbinsel Cotentin und auf die Kanalinseln geführt haben; auf Jersey ließ er seinen Schüler Helier zurück. Der merowingische Frankenkönig Childebert I. schenkte ihm Land für seine Klostergründung. Bei Markulfs Tod war Bischof Laudus (französisch Saint-Lô) anwesend.
Bald wurde von zahlreichen Wunderheilungen am Grab Markulfs erzählt. Zu einem unbekannten Zeitpunkt wurden seine Gebeine erhoben und im Jahr 898 von Mönchen seiner Abtei, möglicherweise auf der Flucht vor der normannischen Eroberung, nach Corbeny gebracht. Die dort für ihn erbaute Wallfahrtskirche wurde zusammen mit dem gesamten Ort im Ersten Weltkrieg in der Schlacht an der Aisne zerstört.

## Markulf und das französische Königtum
Die Verehrung des hl. Markulf blieb jahrhundertelang auf seine Heimatdiözese Coutances sowie die engere Umgebung von Corbeny beschränkt. Seine Geltung als Nothelfer bei Skrofulose knüpfte möglicherweise an eine Namensassonanz an; mar cou klang für altfranzösische Ohren wie „Halsübel“, und mehrere verbreitete Krankheiten im Hals- und Gesichtsbereich fasste man damals unter dem Oberbegriff Skrofeln zusammen.
Die Könige von Frankreich hatten seit dem frühen Mittelalter den Ruf, erbliche Wunderheilkräfte zu besitzen, und zwar speziell auf dem Gebiet der Skrofeln. Sie unterzogen sich regelmäßig der Pflicht, Skrofulöse zu empfangen und sie – wie es der Ritus vorschrieb – am Kinn zu berühren mit den Worten: „Der König berührt dich; Gott heilt dich“. Aus diesem Grund dürfte Ludwig X. auf dem Rückweg von der Krönung in Reims beim Schrein des hl. Markulf in Corbeny zum Gebet eingekehrt sein. Diese Station wurde von da an – jedoch nicht früher; Ludwig der Heilige dürfte von Markulf nicht einmal den Namen gekannt haben – zum festen Bestandteil der Krönungsriten, und die Fürsprache des hl. Markulf galt nun als himmlischer Ursprung der königlichen Wundervollmacht. Zur Symbolhandlung an den Skrofulösen fühlte sich noch Karl X. im Restaurationszeitalter verpflichtet.